# Bá tước xứ Denbigh
Bá tước xứ Denbigh (tiếng Anh: Earl of Denbigh; phát âm là 'Denby') là một tước hiệu trong Đẳng cấp quý tộc Anh. Nó được tạo ra vào năm 1622 cho William Feilding, Tử tước Feilding, một cận thần, đô đốc và là anh rể của George Villiers, Công tước thứ 1 xứ Buckingham, người nắm nhiều quyền lực đương thời. Tước hiệu được đặt theo tên của thị trấn Denbigh ở hạt Denbighshire, xứ Wales. Kể từ thời của bá tước thứ ba (1640), Bá tước xứ Denbigh cũng đã giữ tước hiệu Bá tước xứ Desmond, trong Đẳng cấp quý tộc Ireland.
Trụ sở của gia tộc bá tước là Newnham Paddox, ở giáo xứ Monks Kirby, Warwickshire. Bá tước đời thứ 8 cải sang Công giáo La Mã trong những năm 1850, theo đó gia đình vẫn giữ đức tin. Bá tước là một trong những tước vị cha truyền con nối có quyền ngồi trong Viện Quý tộc đã bị loại bỏ bởi Đạo luật Viện Quý tộc 1999.